# 嶺井正也
嶺井 正也（みねい まさや、1947年5月10日 - ）は、教育政策・教育行政学者。鹿児島県鹿屋市生まれ。東京教育大学大学院教育学研究科博士課程単位取得満期退学。山梨県立女子短期大学講師、助教授、専修大学経営学部助教授、教授を経て、現在は専修大学名誉教授。2023年より東京聖栄大学特任教授。1998年、全国私立大学教職員組合書記長。

## 著書
- 『障害児と公教育 共生共育への架橋』明石書店 1997
- 『現代教育政策論の焦点』八月書館 2005

### 共編著
- 『教育総研理論講座・21世紀を拓く教育 第2巻 共生・共育を求めて 関わりを見なおす』小沢牧子共編 明石書店 1996
- 『共育への道 「サラマンカ宣言」を読む』監修 「共育への道」編集委員会編 アドバンテージサーバー 1998
- 『転換期の教育政策』熊谷一乗,国祐道広共編 八月書館 1998
- 『続・共育への道 インクルーシヴな学校づくりをめざして』小川恭司共監修 「共育への道」編集委員会編 アドバンテージサーバー 2000
- 『教育理論の継承と発展 海老原教育学の地平をふまえて』編著 アドバンテージサーバー 2001
- 『教育政策決定への教職員と教職員組合の参加 CEART(教員に関する勧告の適用にかかわるILO・ユネスコ合同専門家委員会)報告書を読む』大和田雄一,田口康明共著訳 日本教職員組合編 アドバンテージサーバー 2003
- 『共生時代の教育を展望する』編著 八千代出版 2003
- 『どうする特別支援教育 学校が変わる!?』日教組インクルーシヴ教育推進検討委員会著 田中禎憲共編 アドバンテージサーバー 2004
- 『選ばれる学校・選ばれない学校 公立小・中学校の学校選択制は今』中川登志男共編著 八月書館 2005
- 『教育格差 格差拡大に立ち向かう』池田賢市共編 現代書館 国民教育文化総合研究所15周年記念ブックレット 2006
- 『学校選択と教育バウチャー 教育格差と公立小・中学校の行方』中川登志男共著 八月書館 2007
- 『グローバル化と学校教育』編著 嶺井明子,田口康明,福山文子,鈴木康郎,中西綾子,大和田雄一著 八千代出版 2007
- 『インクルーシヴ教育に向かって 「サラマンカ宣言」から「障害者権利条約」へ』シャロン・ラストマイアー共著 八月書館 2008
- 『公教育における包摂と排除』国祐道広共編著 八月書館 2008
- 『転換点にきた学校選択制』編著 八月書館 2010
- 『公教育改革への提言』中村文夫共編著 八月書館 2011
- 『ステップアップ教育学』編著 八千代出版 2011
- 『市場化する学校』中村文夫共編著 八月書館 2014
- 『公平な社会を築く公教育論』編著　八千代出版2015

### 翻訳
- アン・ルイス『障害のある子とない子の交流教育 子どもに学ぶイギリス・インクルージョンへの道』西田有紀,瀧澤亜紀共訳 明石書店 明石ライブラリー 1999
- OECD『学力低下と教育改革 学校での失敗と闘う』共訳 アドバンテージサーバー 2000
- OECD教育研究革新センター編『カリキュラム改革と教員の職能成長 教育のアカウンタビリィティーのために』監訳 稲川英嗣他訳 アドバンテージサーバー 2001
- レン・バートン,フェリシティ・アームストロング編『障害、人権と教育』監訳 明石書店 明石ライブラリー 2003

## 論文
- Cinii